# 日本海工
日本海工株式会社（にほんかいこう）は、神戸市に本社を置く建設会社(サブコン)。地盤改良工事を得意とする。

## 沿革
- 1926年（大正15年） - 村上海事工業所創立、内外艦船の海難救助に従事。
- 1946年（昭和21年） - 株式会社ファーストサルベージ設立、取締役社長 村上栄次郎、沈艦船引揚げ及び航路啓開作業。
- 1956年（昭和31年） - 日本海工株式会社設立[1]。
- 2003年（平成15年） - 神戸地方裁判所へ民事再生法の適用を申請。負債総額は約245億円[1]。
- 2007年（平成19年） - 神戸地方裁判所の再生手続き終結。

## 主な施工実績
港湾などの地盤改良工事を手掛け、海底地盤工事では全国トップクラスである。
- 東京国際空港
- 中部国際空港
- 関西国際空港
- ポートアイランド
- 神戸空港
- マリーナベイ(シンガポール)